# Historia de Martos
Martos es una ciudad de la provincia de Jaén perteneciente a la comunidad autónoma andaluza y al Reino de España. Es un emplazamiento con una muy rica historia, ya que a lo largo de los siglos su superficie ha estado poblada por las diversas culturas asentadas en la península ibérica.

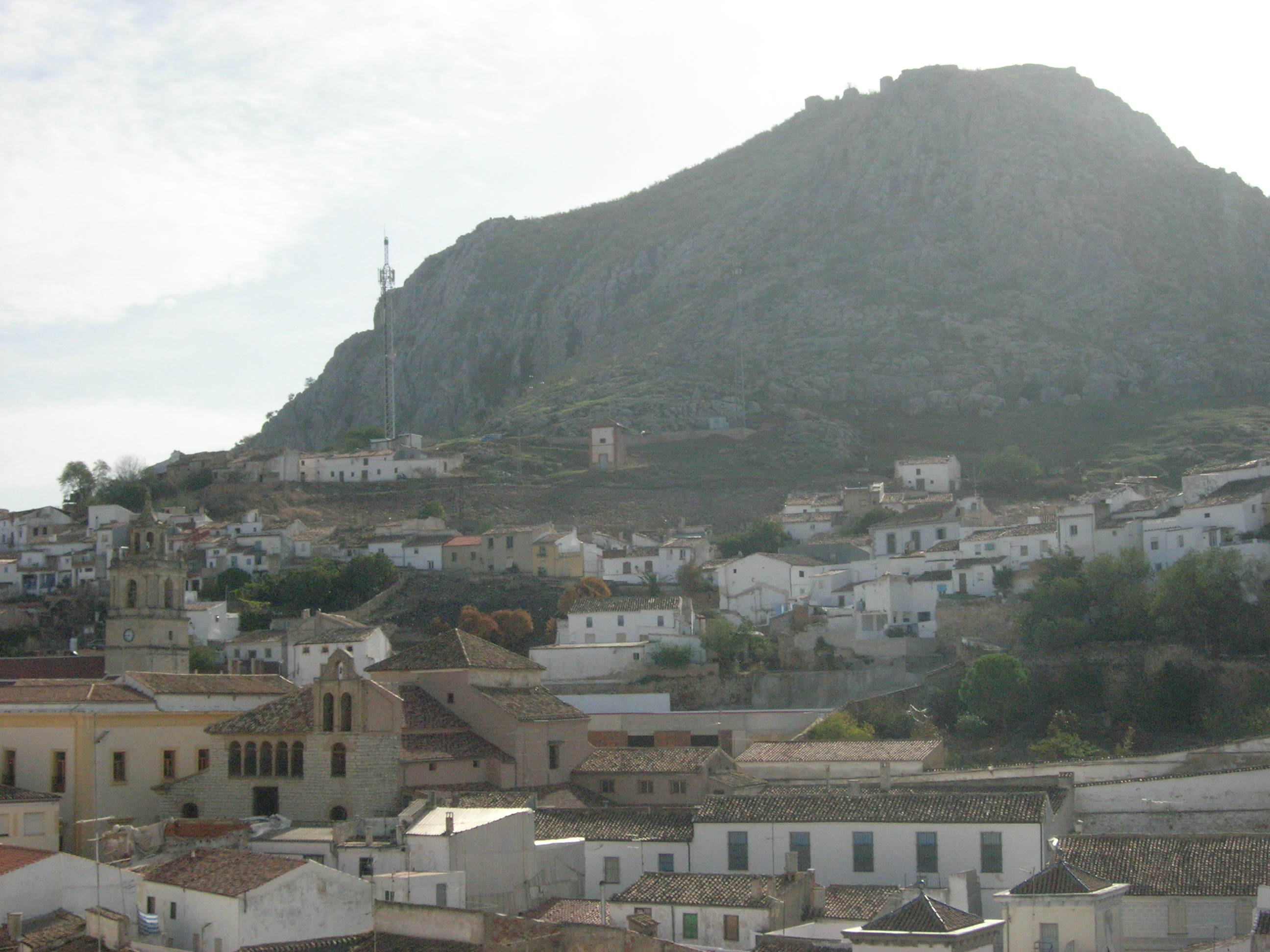
Casco Antiguo con La Peña al fondo, núcleo en torno al cual se empezó a desarrollar la ciudad.

## Prehistoria

### Orígenes
Los orígenes de la ciudad se remontan a la prehistoria con el desarrollo del asentamiento humano a las faldas de "la Peña". A pesar de esa propia defensa que ofrece la Peña, las diferentes civilizaciones que han ido pasando por este asentamiento humano, han ido reforzándola con nuevas construcciones defensivas.
Se tienen constancia de diferentes materiales líticos pertenecientes al Paleolítico, sin embargo, las manifestaciones documentadas más antiguas, son del Neolítico. A esta época pertenecen los restos hallados en la zona del polideportivo, conocidos como "El Molinillo", "Huertas Viejas" y "La Alberquilla". Se trata de estructuras subterráneas, destinadas a la vivienda, el almacenaje y transformación de materias primas, funerarias, y defensivas.El sedentarismo y el cultivo de cereales se iniciará también en esta época, en asentamientos tales como "La Nava", "Piedras de Cobos", "Atalaya de Martos", "Santo Nicasio" y "Cortijo de Tafú".
A partir del segundo cuarto del segundo milenio a. C., la cultura agraria y pastoril irá cambiando, y se empezarán a asentar en laderas, aprovechándose las terrazas naturales. Así mismo, se sustituirá el enterramiento masivo en necrópolis por el enterramiento individual. Se tiene constancia de este hecho en algunos lugares como "Torrevíboras", "Las Provincias", o "Cerro Jurel".

## Historia Antigua

### Etapa Íbera

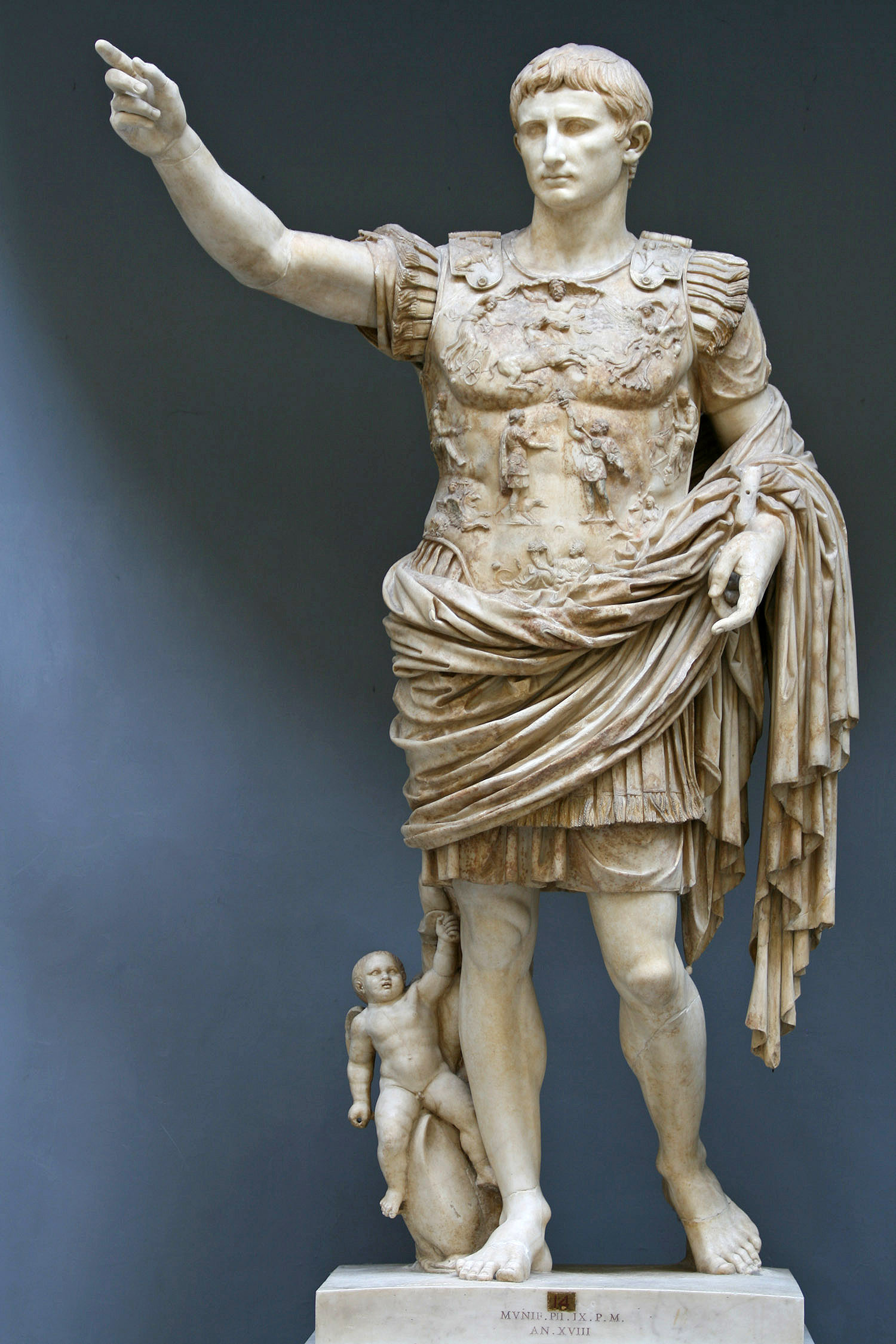
Estatua de César augusto. Museos Vaticanos

A partir del siglo V a. C., se producirá una concentración de la población en núcleos fortificados, los "oppida". Será pues en la época íbera cuando se configura como una compleja ciudad conocida con el nombre de Tucci. El actual territorio que conforma la provincia de Jaén, sería dividido por los íberos en tres áreas: Oretania, al norte del Guadalquivir, su ciudad más importante sería Cástulo; Turdetania, en la zona de la Campiña, sus enclaves más importantes serían Obulco y Tucci; y Bastetania, en el sureste de la provincia, su yacimiento más importante es Toya. La constancia de la complejidad estructural de la ciudad de Tucci, se debe a los numerosos restos arqueológicos encontrados, y al testimonio de historiadores y eruditos como Appiano Alejandrino, Diodoro de Sicilia, Estrabón, Plinio, Ptolomeo, etc.
Se piensa que la zona escogida para el asentamiento de la ciudad íbera, sería la comprendida entre la actual Plaza de Santa Marta, y la calle Ogazonas Altas, debido a su situación defensiva. Se han encontrado importantes necrópolis en torno a la Peña, como la del "Sapillo" y la de "Santa Isabel", de las cuales se conservan numerosas muestras arqueológicas, la mayoría de ellas expuestas en el Museo Arqueológico del Colegio San Antonio de Padua.
Durante los siglos siglo V, siglo IV y III a. C., se consolida la cultura íbera en la Campiña Alta de Martos, con la propia ciudad de Martos, y con otros importantes asentamientos u oppida como "La Nava", "Miguelico", "Torrebenzalá", "Fuerte del Rey", etc.

### Dominación Romana
Durante la dominación romana de la península ibérica, la antigua ciudad íbera de Tucci, será convertida en colonia, siendo el fin de estas colonias el asentamiento del contingente demográfico que se había quedado sin tierras en Roma. Su organización se llevará de la misma forma que se realizaba en la ciudad de Roma. La colonización de Tucci se llevará a cabo en la Época Imperial, bajo el mandato del emperador César Augusto, recibiendo el título de "Colonia Augusta Gemella Tuccitana".
La colonia se fundó sobre un punto elevado en las faldas de la Peña, posiblemente junto al antiguo oppida, extendiéndose entre el arroyo de la Fuente de la Villa, y otro arroyo menor que nace en el sur de la Peña. Se conservan numerosísimos restos de esta época, hallados dentro de la propia ciudad, y en sus inmediaciones ("Villa del Apero", junto a la variante de Martos, en el polideportivo, etc). Los restos encontrados corresponden a villas romanas, mosaicos, monedas, cerámica, armas, retratos en mármol, etc, siendo los más importantes la colección de lápidas con inscripciones romanas expuestas en la fachada del actual Ayuntamiento de Martos.

## Edad Media

### Época Bajoimperial y Visigoda
Durante el Bajo Imperio romano, Martos será sede episcopal, y continuará siéndolo durante la época visigoda, hasta la Dominación Islámica. Será en esta época cuando el cristianismo alcance sus más altas cotas de poder, así como su introducción en las estructuras administrativas de la ciudad.
El desarrollo de la ciudad continuó en el interior del recinto amurallado, aunque los restos encontrados en la zona del polideportivo, demuestran que la vida campesina también se asentó en los extramuros.De esta época, los restos más importantes hallados en la ciudad, son los de un sarcófago paleocristiano, que data de los años 330 a 340 y que se encuentra en el museo Arqueológico Provincial de Jaén.

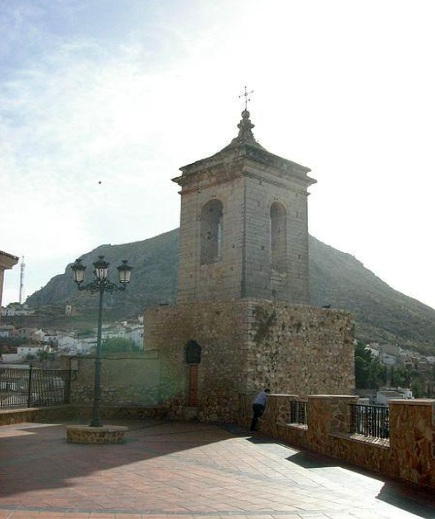
Torre-Campanario de Santa María de la Villa, que formaba parte del recinto amurallado del Castillo de la Villa.

### Época Islámica
En el año 711, acabará la monarquía visigoda en la península ibérica, y se producirá la conquista islámica de esta.
Martos, o Tús o Tuss, como la llamaron los árabes, se configurará desde el siglo IX como una de las plazas fronterizas más disputadas, por sus fértiles tierras, su posición estratégica, y su facilidad defensiva. Será así como la ciudad adquiera un especial carácter defensivo, que nos dejará un importante castillo situado en lo alto del principal emblema marteño: su Peña, que es circundada por todo el pueblo; conocido como Castillo de la Peña, así como las murallas y torreones del castillo bajo o Castillo de la Villa que defendían la ciudad.
A finales del siglo X, la actual provincia de Jaén, entonces llamada "Cora" fue dividida en 16 distritos, siendo uno de los principales el de Martos, o Martus como empezaría ser llamada. La trama urbanística de la ciudad estaría acotada por los anteriores vestigios romanos e íberos. Se cree que estaría comprendida por dos referentes, dos mezquitas. El núcleo principal o Almedina estaría situado en torno a la mezquita principal, que probablemente sería el antiguo templo romano de Hércules, y hoy día, la Real Iglesia de Santa Marta. Por otro lado, la mezquita secundaria, estaría situada en un cerro, donde hoy día está situado el Santuario y Torre-Campanario de Santa María de la Villa. En el interior del recinto amurallado se encontraban los sectores urbanos y representantes del Estado, y en el exterior, se extendían numerosas huertas y otras actividades.
En el siglo XI al desaparecer el califato, y quedar Al-Ándalus dividida en más de 30 reinos, Martos formaría parte del Taifa de Granada. En 1078, el emir Abd Allah la cederá al Taifa de Sevilla.

### Reconquista Cristiana
A finales de agosto de 1225, al-Bayyasi (emir de Baeza) entregó a Fernando III el Santo, entre otros, los castillos de Martos, Jaén y Andújar, aunque algunos autores sostienen que dicha entrega fue realizada en otro momento, encomendando a continuación el rey la tenencia, cuyas rentas ascendían a 50 000 maravedíes alfonsíes, de las fortalezas de Andújar y Martos a Álvaro Pérez de Castro "el Castellano", señor de la Casa de Castro al tiempo que en la zona se asentaban tropas de las Órdenes de Santiago y Calatrava, pasando a convertirse la localidad de Martos en el centro del dispositivo cristiano de defensa en la zona.
La "Crónica del Sancto Rey don Fernando tercero" impresa en Salamanca el año 1540, narra las salidas del rey a Andalucía. El literal sobre la toma de Baeza, Andújar y la fortaleza de Martos es del tenor siguiente:

Año 1225: "Dende un año pasado ya el invierno saco su hueste el noble rey don Fernando y torno a tierra de moros y de aquella vez tomo a Baeza a Andujar y la fortaleza de Martos; que estaba llana por el suelo delos muchos combates que los cristianos otras vezes le avian dado; las cuales villas y fortalezas le dio Aben mahomad hijo de Aben abdale hijo de Abdel moyn que era entonces príncipe de los moros".

Respecto a Jaén, el literal de la Crónica dice así; 

Año 1224: "Mas al fin ovo de poner en efecto el rey su deseo y saco su hueste muy poderosa y tomo consigo al arzobispo de Toledo y a otros grandes del reyno y fue con su hueste; y entro por tierra de moros faciendo todo el estrago que podía y paso por Ubeda y Baeza y llego hasta Quesada y combatiola y alli mato y cautivo a muchos moros porque tenía la fortaleza derribada de otras veces que havia sido combatida por cristianos y por entoces dexola despoblada y llana por el suelo que no la quiso sostener para si. E de alli partio por la ribera del Gaudalquivir abaxo y vino a Jaén y porque los aquexaba ya el invierno tornose para su tierra prospero y con honra". (El castillo y la ciudad de Jaén fueron tomados el año 1245-246)  

Álvaro Pérez de Castro "el Castellano" desempeñó la tenencia de las fortalezas de Martos y Andújar entre el 5 de septiembre de 1225 y el 16 de enero de 1227, fecha en la que deja de aparecer como tenente de las fortalezas en los documentos regios. Desde el momento en que tomó posesión de la tenencia de ambas fortalezas, Álvaro Pérez de Castro comenzó a realizar incursiones de devastación y saqueo en las tierras que rodeaban sus castillos y que permanecían leales al gobernador almohade de Sevilla, quien reunió un ejército con tropas reclutadas en Córdoba, Sevilla, Jerez de la Frontera y Tejada, y que fue derrotado por Álvaro Pérez de Castro en una batalla campal en la que ocasionó graves pérdidas a los almohades, lo que ocasionó que la mayoría de las villas situadas entre Sevilla y Córdoba, a fin de evitar los ataques cristianos, reconocieran a Al-Bayyasi como a su señor, pues era aliado del rey de Castilla. La población musulmana de las localidades de Martos, Baeza y Andújar, entre otras, abandonaron dichas ciudades a finales de 1226, quedando desocupada Baeza de musulmanes en el segundo semestre de ese año. En 1227 Fernando III el Santo nombró a Lope Díaz de Haro teniente de Baeza, los primeros pobladores cristianos comenzaron a llegar a las localidades de Martos, Baeza y Andújar, al tiempo que la tenencia de Álvaro Pérez de Castro se vio reforzada por la presencia de Tello Alfonso de Meneses, hijo de Alfonso Téllez de Meneses y sobrino de Tello Téllez de Meneses, obispo de Palencia.

En el primer semestre de 1227, hallándose fuera de Martos tanto Álvaro Pérez de Castro "el Castellano" como Tello Alfonso de Meneses, pues este último se encontraba avituallándose en las localidades cordobesas de Lucena, Baena y Castro del Río, la localidad de Martos fue atacada por las tropas musulmanas del reino de Sevilla, lo que provocó el temor de Tello Alfonso de Meneses, que sabía que la ciudad de Martos no se hallaba en condiciones de ofrecer una resistencia prolongada al enemigo. Por ello, a pesar de que la localidad se hallaba cercada, logró introducirse en ella junto con la mayor parte de sus tropas y resistir en la ciudad, a pesar de que el castillo de la Peña de Martos, situado en la cumbre de la Peña que domina la localidad, había sido ocupado por los musulmanes.
Según refiere la tradición, aunque ello ha sido negado por varios historiadores modernos, la condesa Aurembiaix de Urgel, primera esposa de Álvaro Pérez de Castro "el Castellano", que se encontraba en Martos a pesar de que su esposo se hallaba en Toledo junto al rey Fernando III, se valió de un ardid a fin de impedir que los musulmanes tomasen la ciudad, consistiendo dicho ardid en vestir a varias mujeres con ropas militares a fin de hacer creer al enemigo que la fortaleza se hallaba bien defendida, y, según el relato, la acción de la condesa evitó el ataque de los musulmanes y procuró con ello el tiempo que Tello Alfonso de Meneses precisaba para introducirse con sus tropas en la localidad, a fin de reforzar la guarnición. Poco después acudió a socorrer la localidad sitiada Gonzalo Yáñez, hijo del conde Gómez, acompañado de setenta caballeros, al tiempo que el rey Fernando III ordenaba a Álvaro Pérez de Castro, a Alfonso Téllez de Meneses, y a los Maestres de las Órdenes de Santiago y Calatrava, que acudiesen junto a sus huestes en socorro de la localidad sitiada, que se vio libre del cerco musulmán cuando las tropas de Álvaro Pérez de Castro y sus acompañantes rompieron el cerco, obligando a huir a los musulmanes sevillanos, que no obtuvieron ninguna ganancia territorial con la empresa.
En rigor a la rica historia de Martos, no concuerda con la realidad histórica negar y llamar  "la fantasía de Martos" a la heroica defensa que del Castillo de la Peña, y por ende de Martos, hicieron las valerosas mujeres marteñas, vestidas con uniforme militar de los soldados y empuñando las armas, ante el cerco a la Peña y el asalto al Castillo por el rey de Granada con un poderoso ejército. Su capitana y heroína no fue la condesa Aurembiaix de Urgel en 1227, sino la condesa Irene Mencia Díaz de Haro en 1239, que casó con Alvar Pérez de Castro, este en segundas nupcias, el 29-9-1234, tras la anulación del matrimonio católico con la condesa Aurembiaix en 1228. Tengo el privilegio y el honor de tener ante mí un libro amarillento envejecido por los casi 500 años de antigüedad, pero íntegro, tal vez el único ejemplar que existe en España, del postincunable titulado "Crónica del Sancto Rey don Fernando tercero deste nombre que ganó a Sevilla y a Cordova y a Jaén y a toda el Andaluzía". Es una traducción del manuscrito en latín "De rebus Hispaniae" de Don Rodrigo Ximenez de Rada, Arzobispo de Toledo que acompañó al rey Fernando III en sus conquistas de Andalucía, testigo directo y principal de los hechos acaecidos. Fue traducida y enmendada en algunos vocablos por el arcediano de la catedral de Sevilla Diego López de Cartagena e impreso "en la muy noble y muy leal ciudad de Salamanca por el impresor Pedro de Castro, el 8 de noviembre de 1540" (Otra edición con el mismo texto, sin citar autor, se imprimió en Sevilla por el famoso impresor alemán Jacobo Cromberger, en 1516). La crónica enmendada por el Arcediano de la catedral de Sevilla que tengo el placer de leer, narra el episodio de la Peña de Martos con el título "Como Abenalhamar rey de Granada vino sobre la Peña de Martos". El literal, resumido, en su gramática y ortografía original, es del tenor siguiente: 

"Don Alvar Pérez tenía la tenencia de la Peña de Martos y desde que ovo bastecido a Cordova (conquistada el año 1236) y los otros lugares y proveydo lo que por el rey le fue mandado. Después de aver estado en la frontera (de Martos) algunos días y hecho algunas cabalgadas y corridioles la tierra a los moros, bolviose para Castilla donde estaba el rey y dexo en Martos a la condesa su mujer y a su sobrino don Tello con cuarenta y cinco cavalleros sus vasallos y hallo al rey don Fernando en Toledo que aparejaba de embiar recua de mantenimiento a la frontera. Entre tanto que don Alvar perez estaba en Castilla, Abenalhamar rey de Arjona que se llamo así en el principio de su reynar porque era de alli natural y después fue rey de Granada; vino con gran poder de moros sobre la Peña de Martos y cercola y comenzola a combatir y por poco la tomara porque vino a tiempo que no avia hombre ninguno en la fortaleza salvo la condesa y sus doncellas; porque avia entonces salido don Tello con sus cuarenta y cinco cavalleros a correr la tierra de los moros; y también entonces no era aquella fortaleza tan fuerte como agora lo es. Quando la condesa se vido alli cercada y la fortaleza sin hombres mando a sus doncellas que se destocasen en cabello y se pusieran en manera que pareciesen hombres y tomasen armas en las manos y se asomasen por entre las almenas; lo cual que se hizo así. Y ella tuvo manera como embiase un mensajero a don Tello alla donde era ydo y le hiziese saber lo que pasaba sobre Martos. El qual como lo supo luego a gran priesa se vino para Martos el y los otros cavalleros; y como llegaron cerca y vieron tan gran poder de moros y tenían cercada la peña y la combatian bien reziamente fueron muy tristes y puestos en gran cogoxa....Ellos estando en esa cogoxa que no sabian que remedio dar; en este caso hablo un cavallero de los que alli estaban que se llamaba Diego perez de vargas el que avia ganado a Xerez (batalla en el año 1231)el sobrenombre de Machuca; dixoles desta manera. Cavalleros que osparece que devemos facer; si quereys hagamonos un tropel y metamonos por medio destos moros y provemos si podremos pasar por ellos socorrer la peña y a la condesa ntra. señora; que yo confio en dios si lo cometemos que saldremos conello que no puede ser que algunos de nosotros no pasen de la otra parte y cualquiera de nosotros que a la peña pueda subir la podran defender que no la entren los moros y los que de nosotros no pudieramos pasar y murieran salvaran sus animas y faran lo que todo buen cavallero deve facer. Mucho le plugo a don Tello esto que Diego perez machuca dixo y respondio así; Diego perez vos aveys hablado a mi voluntad y lo haveys dicho como buen cavallero que soys y yo vos lo agradezco mucho....Luego dieron de las espuelas reziamente a los cavallos y rompieron por medio de los moros; y el primero que rompió y hizo lugar a los otros; y el primero que subio a la peña fue Diego perez machuca. Destos cavalleros pasaron y subieron a la peña la mayor parte dellos y los que atajaron los moros y que no pudieron pasar ellos murieron. Quando el rey moro vido como aquellos cavalleros se avian puesto a tan grave peligro y avian subido a la fortaleza conocio que eran buenos y esforzados cavalleros; y creya que defenderian bien la peña; y viendo que poco le aprovecharia estar mas alli, alzo el cerco y fuese. E desta manera fue socorrida aquel día la Peña de Martos y la condesa librada por el esfuerzo y consejo de Diego perez machuca"...."Pasados algunos días después desto de la Peña de Martos; estando el rey don Fernando en Ayllon una noche escureciendo llego don Alvar perez que venía de la frontera. Luego el rey trabajó de despachar y diole dinero y lo que mas fue menester proveer a Cordova y toda la frontera; mandole que luego se tornase y el lo hizo así porque era necesario. Pues partio don Alvar perez para la frontera y cuando llego a Orgaz sintiose muy mal y fue tal su enfermedad que murió alli (año 1239)". 

Otro de los aspectos que nos revela la mencionada "Crónica del Sancto rey don Fernando tercero" es, de una parte, que Alvar Pérez de Castro permaneció vinculado a Martos en su calidad Tenente y/o Adelantado de Fronteras del Andaluzia, desde el año 1225 hasta su muerte en 1240, cargo compatible con la presencia de la Orden de Calatrava en Martos. Y de otra, la importancia que tuvo el Castillo y la Fortaleza de la Peña de Martos en las conquistas de Córdoba y Jaén, tal y como tenía previsto el rey Fernando III. Respecto a Córdoba, tomada en 1235, la Crónica narra el literal siguiente:  

"...y esto así concertado dieron parte dello a Pero ruyz tabur; y a Martin ruiz de argote y embiaron a Martos a hacer saber esto que tenían concertado a don Pero ruyz y a don Alvar perez; faciendoles saber que para tal noche lo tenían concertado; que ellos estuviesen aparejados con su gente pa que les socorriesen. Quando vino el alva q ya esclarecia y estavan los cristianos apoderados de todas las torres y del muro y del arraval que le dizen la Axarquia con la puerta de Martos. Los cristianos viendose en aprieto por el gran poder de los moros que eran muchos; ovieron su acuerdo y emviaron dos hombres; uno al rey don Fernando y otro a don Alvar perez que estava en Martos, que era uno de los grandes hombres del reyno de Castilla; poderoso y noble. El otro que fue al rey diose tal priesa a andar de noche y de día que muy presto llego a Benavente do estaba el rey. E allego a tiempo que el rey se sentaba a la mesa; y fincando la rodilla en tierra diole las cartas que llevaba. El rey vistas las cartas; no se quiso detener una hora, antes luego a la hora cavalgo a gran priesa con obra de ciento de cavallo". Cuando el rey Fernando III llegó a Cordova ya le estava esperando don Alvar perez de castro en la Puerta de Martos'

En lo concerniente a la toma de Jaén (año 1245), el literal de la Crónica dice así:

"...Cuando el rey don Fernando vido que los moros (de Granada) no osaban salir ni avia mas que alli ficiesen, tornose a Martos. Llego el maestre don Pelayo correa que venia de Murcia. Le demando el rey consejo al maestre don Pelayo si seria bien yr a cercar Jaen porque el tenía mucho deseo de ganar aquella ciudad. A lo cual el maestre respondio que era muy buen acuerdo hacerse como su alteza lo avia pensado y que su parecer era que así se ficiese. Lo mesmo dixeron todos los otros grandes; y así se lo dixeron por consejo al rey. El rey tuvo por muy bien aconsejado y alli (en el Castillo de la Peña de Martos) determino que se hiciese. E luego mando facer provisiones y juntaronse todos los grandes y ricos hombres y todos los consejos y ordenaron para que pudiesen durar en el cerco que estuviesen unos una temporada y otros otra; por manera que siempre sobre ella hasta que se diese. Lo cual todo así se hizo como lo ordenaron y pusieron cerco sobre Jaen como el rey lo mando; en el cual cerco estuvieron algunos días; mas viendo el rey que no se fazia a su voluntad ni estaba el cerco como el lo avia mandado y ordenado; fuese el en persona para Jaen (desde Martos) y alli estuvo en el cerco con muy fuerte tiempo de frios y aguas que era en medio del invierno. Pues como el rey de Arjona que era rey de Granada viese que el rey don Fernando estava sobre Jaen tan ahincadamente creyendo que no se levantaria de sobre ella, fasta que la tomase según la tenía cercada. Alli mesmo viendo que los de dentro estavan tan fatigados de hambre y quebrantados quasi no se podían valer; acordo de yrse al rey don Fernando y besarle las manos y suplicarle lo recibiese por su vasallo y que ficiese de su persona y de sus tierras lo que mandase confiando en su mucha virtud que lo faria bien con el. El noble rey don Fernando; movido de piedad y misericordia, recibiolo muy bien faciendole mucha honra; que quedase por su vasallo con toda su tierra y que le diese de tributo cada un año ciento y quarenta mil maravedis y que fuese obligado de ir a Cortes".

El rey de Granada Aben Alhamar, natural de Arjona (Jaén) y fundador de la dinastía nazarí, permaneció fiel a su promesa de lealtad al rey Fernando III y a la Corona de Castilla y a la muerte del monarca castellano el rey nazarí granadino envió un séquito de cien caballeros que velaron su cuerpo toda la noche en la catedral de Sevilla y transmitieron su pésame a su hijo y heredero al trono de Castilla, Alfonso X.  Tras la conquista de Jaén por el rey Fernando III en el año 1245-46 y la de Al Kalat Aben Zayre (hoy Alcalá la Real) por su hijo el rey Alfonso X "El Sabio" en el año 1272, el reino nazarí de Granada perdió los dos bastiones defensivos que le servían de escudo protector frente a las incursiones de los ejércitos castellanos en el reino de Granada.

El 8 de diciembre de 1228, un año después, la localidad de Martos fue entregada a la Orden de Calatrava por el rey Fernando III el Santo, lo que pudo estar motivado por el cerco al que había sido sometida la localidad en el año anterior. De ese modo Martos se convirtió en la ciudad más importante que la Orden de Calatrava poseía en el Alto Guadalquivir, así como uno de los principales bastiones frente al reino nazarí de Granada.

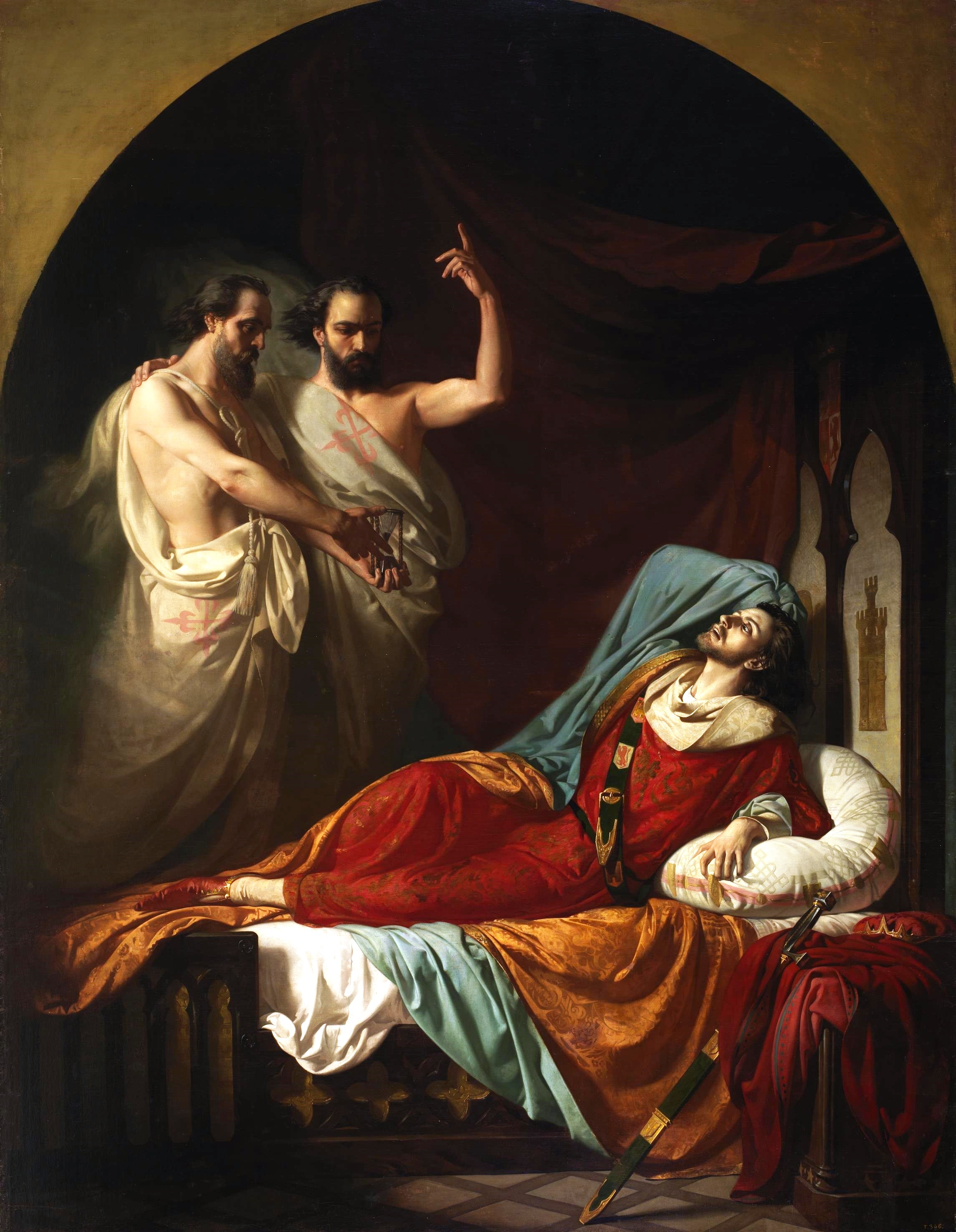
Últimos momentos de Fernando IV el Emplazado. Óleo sobre lienzo de José Casado del Alisal. 1860. (Palacio del Senado de España).

El 7 de agosto de 1312, según refieren las crónicas de la época, los hermanos Carvajal, caballeros de la Orden de Calatrava, fueron ejecutados por orden de Fernando IV, rey de Castilla y León, quien, después de su paso por la ciudad de Jaén, se dirigió a la localidad de Martos y, hallándose allí, condenó a muerte a los hermanos Carvajal, quienes, según la leyenda, pues ello no figura en las crónicas de la época, fueron condenados a ser introducidos en una jaula de hierro con púas afiladas en su interior, y a ser arrojados desde la cumbre de la Peña de Martos, donde en la actualidad se alza el castillo de la Peña de Martos. Según refiere la Crónica de Fernando IV, escrita alrededor del año 1340, casi treinta años después del fallecimiento del rey, y de modo similar a como lo hace la Crónica de Alfonso XI, los hermanos Carvajal, antes de ser ejecutados, emplazaron al rey Fernando IV a comparecer ante Dios en un plazo de treinta días, por la muerte injusta que el monarca ordenaba darles. La Crónica de Fernando IV describe del siguiente modo la ejecución de los hermanos Carvajal y la posterior defunción del rey Fernando IV:

É el Rey salió de Jaén, é fuese á Martos, é estando y mandó matar dos cavalleros que andavan en su casa, que vinieran y á riepto que les fasían por la muerte de un cavallero que desían que mataron quando el Rey era en Palencia, saliendo de casa del Rey una noche, al qual desían Juan Alonso de Benavides. É estos cavalleros, quando los el Rey mandó matar, veyendo que los matavan con tuerto, dixeron que emplasavan al Rey que paresciesse ante Dios con ellos a juisio sobre esta muerte que él les mandava dar con tuerto, de aquel día en que ellos morían á treynta días. É ellos muertos, otro día fuese el Rey para la hueste de Alcaudete, e cada día esperava al infante Don Juan, segund lo havía puesto con él...É el Rey estando en esta cerca de Alcaudete, tomóle una dolencia muy grande, e affincóle en tal manera, que non pudo y estar, e vínose para Jaén con la dolencia, e no se queriendo guardar, comía carne cada día, e bebía vino...E otro día jueves, siete días de septiembre, víspera de Sancta María, echóse el Rey a dormir, e un poco después de medio día falláronle muerto en la cama, en guisa que ninguno lo vieron morir. É este jueves se cumplieron los treynta días del emplazamiento de los cavalleros que mandó matar en Martos...

La muerte de los hermanos Carvajales ha sido uno de los hechos que más resonancia han tenido en la historia y más gloria y fama han dado a Martos. De la tragedia de los hermanos Carvajales ha hecho memoria el gran poeta don Antonio Machado en su obra "Juan de Mairena" y los autores clásicos Don Lope de Vega y Don Tirso de Molina la llevaron al teatro. A partir del emplazamiento de los hermanos Pedro y Juan Alonso de Carvajal al rey Fernando IV de Castilla y León, este rey lleva como sobrenombre "El emplazado" y así ha pasado a la historia con este humillante apodo. La Villa de Martos rindió homenaje a los hermanos Carvajales, Comendadores de la Peña de Martos, erigiendo un sencillo pero emotivo monumento en forma de columna cilíndrica coronada por una cruz cristiana sobre la cual cuelga una corona de laurel, en el lugar donde la tradición oral transmitida de padres a hijos y de generación en generación, dice que cayeron sin vida los dos hermanos arrojados desde un saliente de la cumbre de la Peña de Martos, encerrados en el interior de una jaula de hierro con afiladas púas de acero en su interior. Aquí lloraron los vecinos de Martos su muerte y por ello este monumento se conoce, según la tradición de gran arraigo popular, con el nombre de "La Cruz del Lloro", siendo unos de los lugares más visitados de la ciudad. Se encuentra situado al pie de la majestuosa Peña de Martos que, en forma de pirámide de piedra viva que parece tallada por mano de artífice, se eleva imponente hasta alcanzar en la cúspide los mil metros de altitud sobre el nivel del mar, en cuya cumbre aún emergen las ruinas del viejo castillo árabe, abatido por el cataclismo de los siglos. Respecto al despeñamiento de los hermanos Carvajales no lo recoge la crónica del rey Fernando IV, pero sí consta en la tradición de siete siglos de mucho arraigo en el pueblo de Martos, de la cual consta memoria escrita en la obra cumbre del poeta Juan de Mena "El laberinto de Fortuna" --impresa el año 1444-- que le dedica esta estrofa: "...del que se dize morir emplazado de los que de Martos ovo despeñado, según dizen rústicos d' esto contado". Y en la Iglesia parroquial de Santa Marta, patrona de Martos, consta una lápida con esta inscripción: "Año de 1310. Por mandato del rey don Fernando IV de Castilla, el emplazado, fueron despeñados desta peña Pedro y Juan Alf. de Carvajal, hermanos Comendadores de Calatrava y se sepultaron en este Entierro. Don Luis de Godoy y el Licenciado Quintanilla, Caballeros de Hábito, Visitadores Generales del Partido, mandaron renovarles esta memoria. Año de 1595." 

Tengo ante mi un ejemplar original en muy buen estado de conservación impreso en Valladolid el año 1554 del libro con un largo título en su portada: "Crónica del muy valeroso rey don Fernando, Viznieto del Sancto rey don Fernando que ganó a Sevilla, nieto del rey don Alonso que fue ejemplar emperador y hizo el libro de las siete partidas y fue hijo del rey don Sancho el Bravo, cuyas crónicas están impresas, y fue padre del rey don Alonso Onceno que ganó las Algeciras y abuelo del rey don Pedro, cuyas crónicas también están impresas. Este es el rey don Fernando que dizen que murió emplazado de los Carvajales".

La crónica de la muerte de los hermanos Carvajales es una joya histórica-cultural que no puede sustraerse al lector su reproducción íntegra, puesto que los distintos historiadores solo nos han transmitido hasta ahora algunos fragmentos de la misma. El literal íntegro es del tenor siguiente, en su gramática y ortografía original:

"...y el rey salido de Valladolid y fuese para Salamanca y dende alli fuese para Vejar y tomo la villa para si, y dende vinose a Ávila y vio al Infante don Alonso su hijo y dende tomo camino para Toledo y dende fue para Jaén y avia dos meses que tenía cercada el Infante don Pedro a Alcaudete que hera de moros antes que el rey llegase; y el rey salió de Jaén y fuese a Martos, y estando ay mando matar dos cavalleros que andavan en su Casa (Casa Real o Corte)que viniera ay a riepto que les fazian por la muerte de un cavallero que dezian que mataron quando el rey hera en Palencia saliendo de Casa (Casa Real o Corte)una noche, al qual dezian Juan de Benavides. Y estos cavalleros quando los el rey mando matar, viendo que los matavan con tuerto (sin razón, sin culpa) dixeron que emplazavan al rey que pareciese ante Dios con ellos a juizio sobre esta muerte que el les mandava dar con tuerto, y de aquel día en que ellos morian a treynta días. Y ellos muertos otro día fuese el rey para la hueste de Alcaudete, y de cada día esperaba al Infante don Juan según lo avia puesto con el. E yendose el Infante don Juan para alla llego al campo de Calatrava; y dende tornose para Castilla faziendo nuevas que si alla llegara que el rey lo mataria; y esto hizo gran alborozo en la tierra. El rey estando en esta cerca de Alcaudete tomole una dolencia muy grande y affincole en tal manera que non pudo ay estar, y vinose para Jaén con la dolencia, y no se queriendo guardar comia carne cada día, y bevia vino. Y el Infante don Pedro que fincara en la hueste, affinco a los moros a tanto fasta que lo dieron la Villa, y entregaróla lunes a cinco días de setiembre; y salió dende otro día martes el Infante don Pedro y llego a Jaén otro día miércoles, y otro día juebes acordo el rey con el con los Maestres, y con los otros omes buenos que ay eran, que fuesen a entrar a facer mal y daño al arraz de Malaga con los moros del rey de Granada conque era ya avenido, y el rey comio ese día de mañana y libro con el Infante don Pedro y con ellos omes buenos que ay eran, porque otro día de mañana se fuesen dende para aquel hecho. Y este juebes mesmo siete días de setiembre bispera de Sancta Maria hechose el rey a dormir, y un poco después de medio día fallaronle muerto en cama, en guisa que nunca lo vieron morir. Y este juebes se cumplieron los treynta días del emplazamiento de los cavalleros que mando matar en Martos. Y como el rey fue finado fizose muy gran ruydo por toda la villa de Jaén, y vino el Infante don Pedro, y quando lo hallo muerto fizo muy gran llanto por el. Y este rey don Fernando nació en el mes de diciembre de la hera de mil y treszientos y veynte y tres años, y fino el mes de setiembre de la hera de mil y trezientos y cuarenta y ocho años; assi fue el tiempo que bivio veynte y quatro años, y nueve meses y comenzo a reynar en veynte y seys días de abril, hera de mil y trezientos y treynta y tres años, y fino a siete días de setiembre, hera de mil y trezientos y cuarenta y ocho años y así fue el tiempo que reyno quinze años y cuatro meses y honze días. En parayso sea su alma. Amen. Laus deo".

En 1325, seis años después de que los castellanos fueran derrotados en el Desastre de la Vega de Granada, acaecido el 25 de junio de 1319, las tropas del rey Ismail I de Granada, empleando cañones, conquistaron y saquearon la villa de Martos. Y por todo ello, en el siglo XIV verá reforzadas sus defensas, tanto las de la fortaleza alta, como las de la fortaleza urbana, quedando configurada, como un bastión inexpugnable. También se reforzarán diversas torres aisladas, o torres vigías, como la del Castillo de la Encomienda de Víboras o Bíboras, el Castillo de la Torre de Martos, en la carretera de Fuensanta, o el Castillo de Torredonjimeno. Alfonso XI a finales de 1340 inició una campaña de conquista que acabó con la toma de Priego, Carcabuey, la torre Matrera y sobre todo la ciudad fortaleza que él más deseaba: Q'alat ben Said. Además de ser uno de los más importantes puertos de tráfico comercial, Alcalá la Real, hacía de escudo defensivo para el emirato nazarí al estar en la ruta del antiguo califato cordobés. Hombres de la encomienda calatrava de Martos como Pascual Sánchez, Domingo Romero o Juan Fernández de Aranda tuvieron un importante papel para que el rey se posesionara de ella el 15 de agosto de 1341. Todos esos hechos se relatan en la amena y documentada novela histórica El Escudo Nazarí, obra del escritor alcalaíno Emilio Sánchez, que publicó en 2009.

"El año 1325 Ismail rey de Granada de la dinastía nazarí no conquistó la Villa de Martos, sino que fue vencido por las tropas calatravas en la fortaleza de la Peña de Martos. El 22 de junio de 1325 rey Ismail de Granada vino a Martos con un poderoso ejército provisto de cañones por primera vez usados en una guerra, y cercó la Villa. Antes del anochecer un escogido grupo de soldados provistos de hachas comenzaron a talar los árboles frutales y los olivos, a destrozar las huertas y viñas e incendiar los almiares, estrategia que usaban los ejércitos nazaríes y castellanos para desabastecer de alimentos a la población con la aviesa intención de que sus habitantes se rindieran vencidos por el hambre y la sed. Viendo los vecinos de Martos los destrozos que hacían los soldados nazaríes, salieron todos los hombres al exterior de la muralla dispuestos a impedirlo. Entablaron una fuerte batalla, pero el rey Ismail ordenó a sus hombres retirarse y reservar sus fuerzas para tomar por asalto el Castillo de la Peña de Martos al amanecer del día siguiente, con artillería pesada. Los caballeros de la Encomienda de Martos de la Orden de Calatrava y los hombres de la Villa se hicieron fuertes en la fortaleza del Castillo y desde las almenas arrojaban piedras, calderos de agua hirviendo y disparaban flechas. Una de estas alcanzó a un joven Capitán llamado Ozmin, nieto del Visir de Granada, quien culpó al rey Ismail de su muerte por haberlo expuesto a tan grave peligro de asaltar la inexpugnable fortaleza de la Peña de Martos, circunstancia que obligó al rey a retirar su ejército y regresar a Granada, no sin antes en la retirada los soldados causaron muertes en la Villa, la saquearon y se llevaron cautivas a cuantas mujeres encontraron al paso. Entre ellas había una joven muy hermosa y de extraordinaria belleza de la que se enamoró un capitán llamado Muhammad, primo del rey e hijo del Arraz de ''Sahib al Yazira (hoy Algeciras). El rey Ismael se negó a entregarle a la "cautiva marteña" y la quiso para su harén, agravio que hizo enfurecer a su primo Muhammad quien, en venganza por la ofensa recibida, al llegar a Granada lo atacó con un puñal que llevaba escondido en la manga de la chylaba, causándole la muerte a las puertas de la Alhambra.

Ya como ciudad cristiana, Martos, se reorganizará en barrios o parroquias. A partir del siglo XIII la ciudad adquiere un gran esplendor, sobre todo con la construcción de sus dos templos principales, en el punto más alto el de Santa María de la Villa, y en el centro de la ciudad, la Real Iglesia de Santa Marta dedicada a la patrona de la Villa. A partir de este centro, en el que también se situaría el Cabildo de Martos y el Mercado, se extenderá un gran entramado de calles, barrios, arrabales y ermitas. Se tienen constancia de la Iglesia de San Amador y de diversas ermitas como San Miguel, San Pedro, Santo Nicasio, San Cayetano, San Juan, Santa Catalina, San Sebastián, San Bartolomé, y Santa Bárbara.
En el año 1489 finalizó la etapa de la Villa de Martos como cabeza de la Orden de Calatrava. Al morir el último Maestre de la Orden, la administración pasó al rey Fernando el Católico. Así comenzó un periodo de estabilidad y expansión económica, que propició un notable aumento de población, por los colonos castellanos atraídos por las posibilidades agropecuarias de la zona, y por la llegada de la población morisca vencida en la Alpujarra.

## Edad Moderna

### SigloXVI-sigloXVIII
El siglo XVI será sin duda uno de los principales puntos en el desarrollo de la villa. A este desarrollo contribuirán diferentes personalidades como el corregidor Pedro Aboz y Enríquez, el humanista Diego de Villalta y el arquitecto Francisco del Castillo "El Mozo". Este siglo supondrá una etapa de expansión económica, social y de estabilidad institucional. En referencia a la economía, se producirá una gran impronta agraria y ganadera, con dehesas, monte bajo, encinas, chaparros, quejidos, etc, todo esto unido a la trilogía mediterránea de la vid, cereal y olivo.
El arquitecto Francisco del Castillo "El Mozo", será sin duda uno de los materialistas de la transformación de la villa. En 1558 le será encargado la remodelación de la Fortaleza Baja o de la Villa. A esto le seguirán trabajos como la ampliación y remodelación de las iglesias de la Villa y de Santa Marta, así como la construcción de sus campanarios. Pero sin duda, su principal trabajo en la villa, será la construcción de los edificios civiles del Pilar de la Fuente Nueva, la hoy desaparecida Fuente de Neptuno, y el edificio de la Cárcel y Cabildo. La plaza de Santa Marta, con la Real Iglesia de Santa Marta, la Fuente de Neptuno, y la Cárcel y Cabildo, se configura como centro neurálgico de la villa. En torno a este centro surgen nuevas calles y barrios, y sobre todo, de la proliferación de numerosos conventos: Franciscanos, Clarisas, y Trinitarias, junto al Hospital de la Orden Mendicante de San Juan de Dios.
En el siglo XVII se produce la consolidación del desarrollo y expansión de la villa y de las órdenes religiosas. El crecimiento urbanístico de las casas-palacio y solariegas, se producirá en torno a las calles La Fuente y Las Huertas, condicionado por el arroyo de la Fuente de la Villa.

## Edad Contemporánea

### SigloXIX

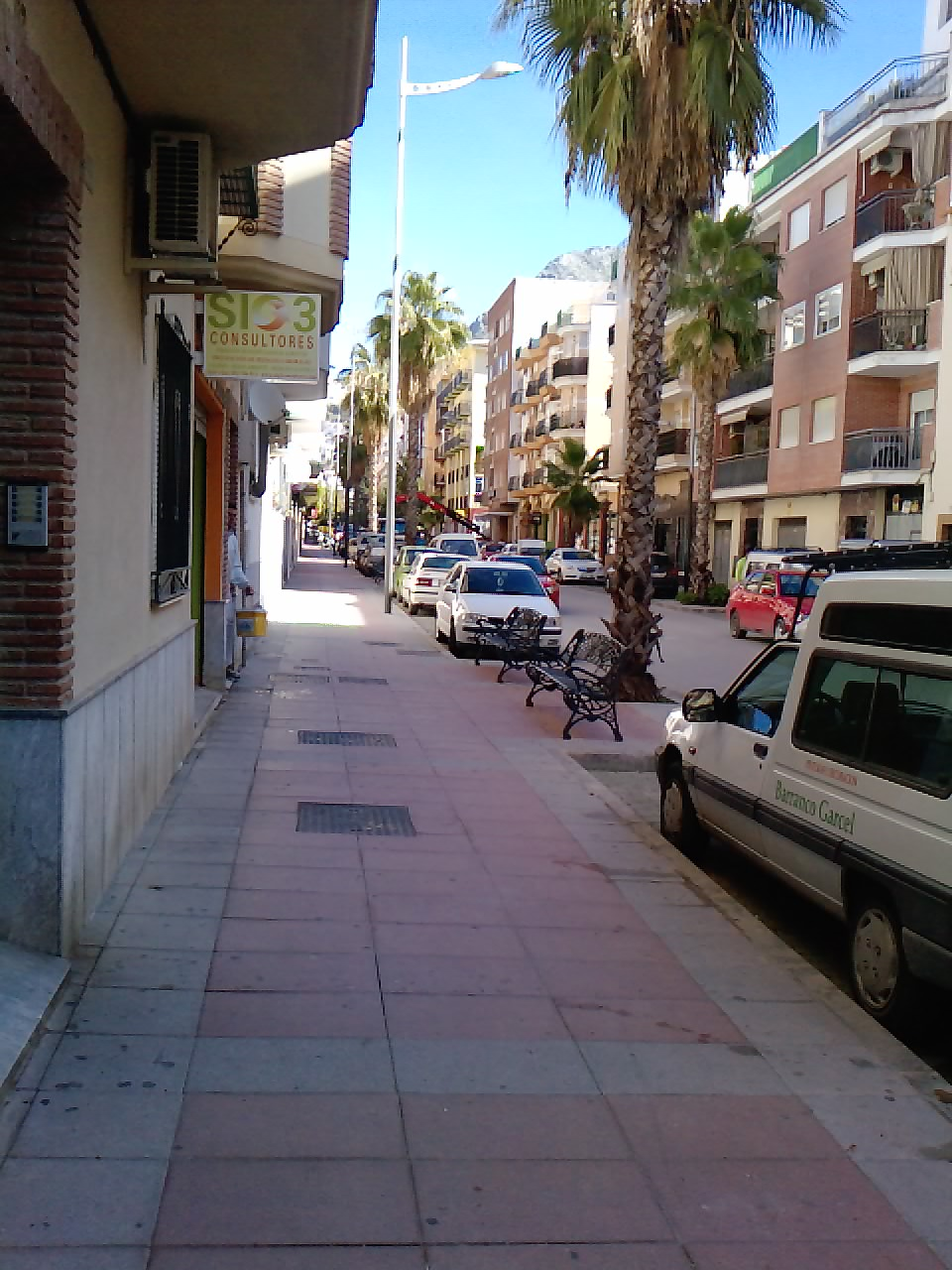
Avenida San Amador, vial construido con motivo del "Ensanche".

A finales del siglo XIX y principios del siglo XX se produce un gran desarrollo demográfico, urbano y arquitectónico. a este desarrollo contribuirá en gran parte el desarrollo del olivar. Debido a este desarrollo del olivar, se producirá la llegada del ferrocarril a la ciudad en los años 90 del siglo XIX. El ferrocarril, y la carretera N-321 de Úbeda a Málaga, serán las dos principales vías de exportación del aceite de oliva. Así surgirá la nueva burguesía, y el nuevo trazado de la ciudad, con grandes avenidas, rectas, y trazado regular, pero sin abandonar su dependencia al desnivel causado por la Peña. La Desamortización de Mendizábal también provocará el reparto de huertos y propiedades, antes pertenecientes a la Iglesia.
Los ejes fundamentales de expansión serán ahora la calle Real y Albollón, y el centro de la ciudad se trasladará a la recién creada Plaza de la Fuente Nueva. en torno a estos lugares, se crearán casas señoriales, de tipo historicista, asó como otras viviendas rodeadas por jardines y verjas, y en muchos casos acompañadas por su propia fábrica de aceite. El estilo útilizado en las viviendas será el conocido como Eclecticismo Historicista, así como el Modernismo y el Regionalismo Andaluz, proporcionando un catálogo de edificios singulares que nos hablan de la riqueza económica y artística que disfrutó la ciudad.

### SigloXX-sigloXXI
El siglo XX será un siglo de continuación del desarrollo urbanístico. En 1924 se redactó un "Plan de Ensanche". La población continuó en aumento hasta la mitad del siglo. Tras la guerra civil española, que también afectaría a la ciudad, se crea la "Dirección General de Regiones Devastadas", mediante la cual se reconstruye la iglesia de Santa María de la Villa, la iglesia de San Amador, y se construye el Mercado de Santa Marta en el antiguo solar del Convento de las Claras.
En los años 50 y 60, se producirá un fuerte descenso de población, provocado por la emigración, por lo que la expansión de la ciudad también se frenará. partir de los años 60 se construye el "Parque Municipal Manuel Carrasco", la piscina municipal, y la plaza de toros, por lo que la ciudad empieza a expandirse ahora por la carretera de Alcaudete, Avenida de la Paz y Paseo de la estación. En los últimos años se está produciendo una expansión de la ciudad por la vega, por el sur, y por la zona del polideportivo.
En la actualidad, el desarrollo urbano, social y demográfico de la ciudad, provocado por el cultivo del olivar, se ha visto incrementado con la gran industrialización a la que la ciudad se ve sometida. No en vano, Martos es considerado como uno de los principales núcleos industriales de Andalucía.